# کریستین فولکل
کریستین فولکل (انگلیسی: Kristin Folkl؛ زادهٔ ۱۹ دسامبر ۱۹۷۵) بازیکن بسکتبال، و بازیکن والیبال اهل ایالات متحده آمریکا است.